# Węzeł Huntera

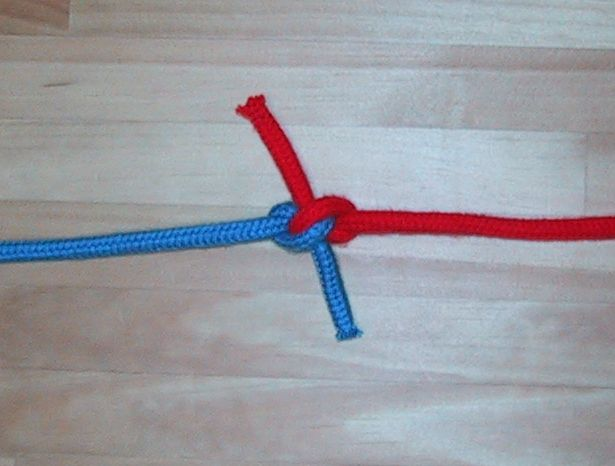
Związ Huntera

Węzeł Huntera, związ Huntera – węzeł stosowany do łączenia dwóch lin. Składa się z dwóch powiązanych ze sobą półsztyków.

## Historia

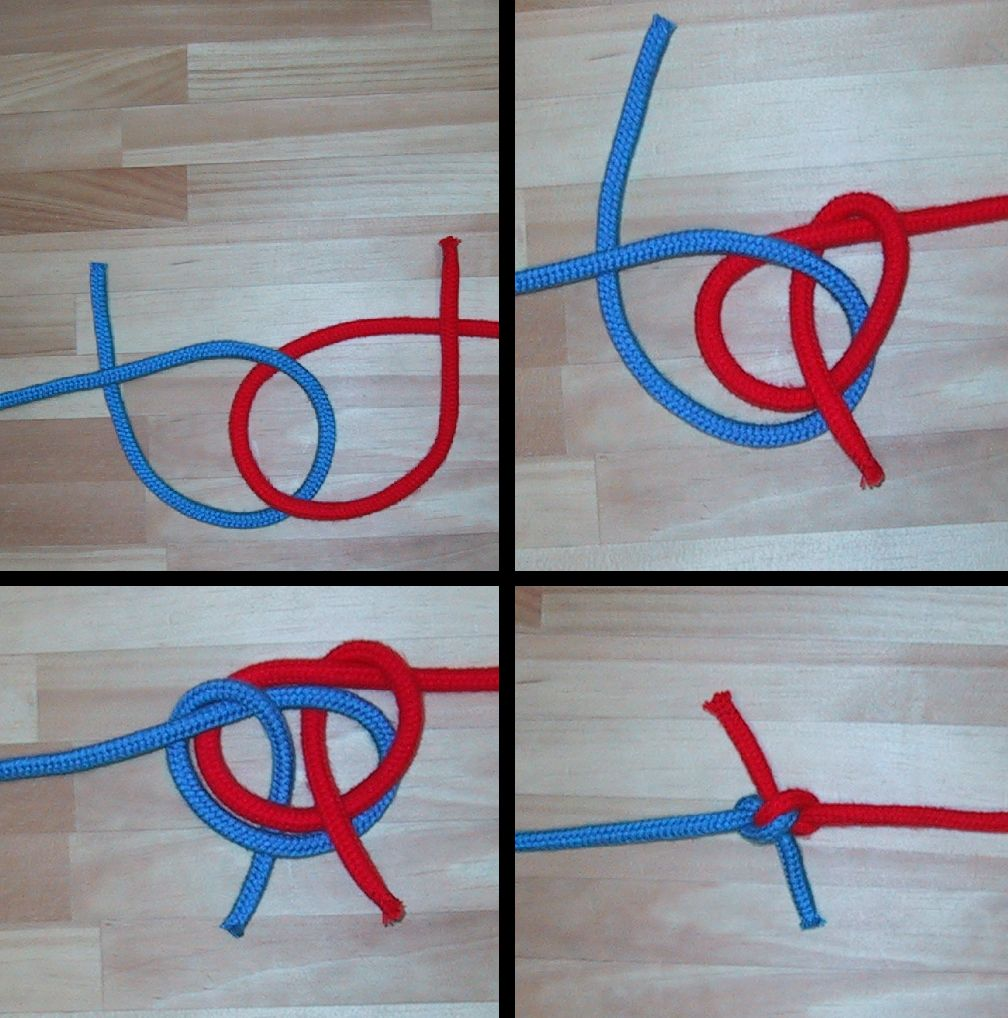
sposób wiązania węzła Huntera

W 1978 roku na stronie tytułowej The Times przedstawiono go jako nowo wynaleziony przez dr. Edwarda Huntera. Hunter użył go do związania swoich zerwanych sznurowadeł, a w roku 1970 jego znajomy dostrzegł jego oryginalność. 
Później okazało się (co odkrył Amory Bloch Lovins), że węzeł ten nie jest nowy, został bowiem przedstawiony już w 1950 roku przez Phila D. Smitha w publikacji Knots for Mountaineering. W Książce węzłów Ashley nosi numer (ABOK #1425A).